# Abraham Quintana
Abraham Quintana fue un destacado político jujeño de fines del siglo XIX, cofundador de la Unión Cívica Radical en su provincia natal.

## Biografía
Abraham Quintana nació en San Salvador de Jujuy el 29 de febrero de 1864, hijo de Emilio Quintana y de Polonia López del Villar Pérez.
Hizo sus estudios en la Universidad de Córdoba sin llegar a recibirse de abogado.
Hombre de mucho prestigio político, a raíz de la Revolución de 1890 en octubre de 1891 participó de la fundación en su provincia de la Unión Cívica Radical, siendo por ello considerado junto a Martín Barcena como su fundador, convirtiéndose luego en un destacado dirigente de esa agrupación, director y redactor de varios periódicos políticos del partido. 
Falleció en 1902.